# Erich Klapproth (Pastor)
Erich Klapproth (offiziell Erich Max Rudolf Klapproth, * 31. Oktober 1912 in Karlsruhe; † 18. Juli 1943 bei Bolchow, Russland) war ein evangelischer Theologe, Jugendautor und Lyriker. Er lebte überwiegend in Berlin, war Mitglied und Hoffnungsträger der oppositionellen Bekennenden Kirche und leistete politischen Widerstand gegen den Machtapparat des NS-Staates, bis er an der Ostfront fiel.

## Leben

### Herkunft und Studium

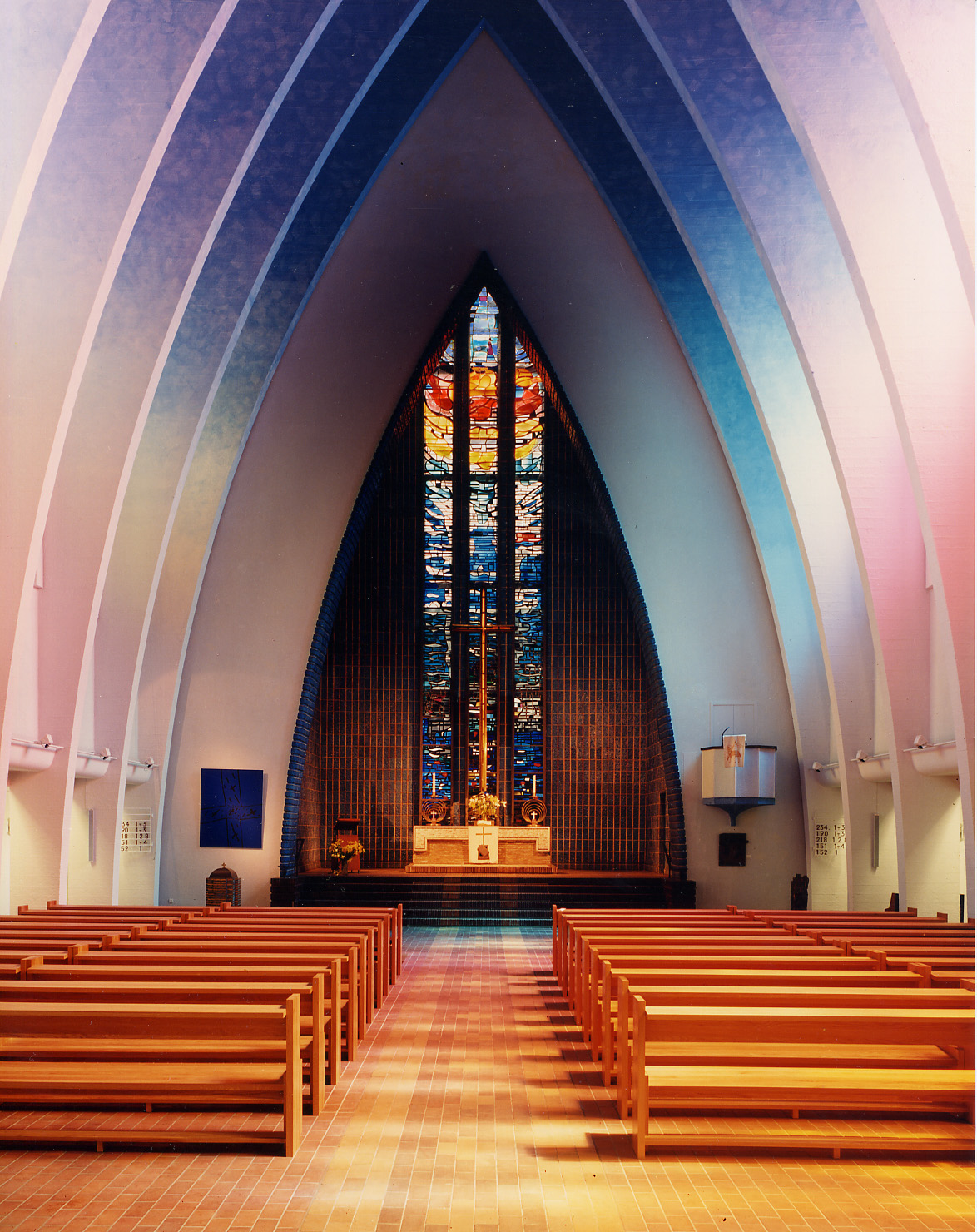
Berlin-Wilmersdorf, Kirche am Hohenzollernplatz (erbaut 1930–1933)

Erich Klapproths Eltern waren der 1864 geborene Offizier Max Klapproth und die aus einer begüterten Berliner Kaufmannsfamilie stammende 20 Jahre jüngere Mathilde (geborene Kückenthal). Nachdem die Mutter zwei Töchter gebar, die beide bald nach der Geburt starben, und 1910 ein Sohn zur Welt kam, der mit zwei Jahren an Kinderlähmung erkrankte, wurde Erich Klapproth am Reformationstag des Jahres 1912 geboren. Kurz nach seiner Taufe zog die Familie von Karlsruhe in das damals für knapp 50 Jahre zum Deutschen Reich gehörende Metz um, wohin der Vater als Landwehr-Feuerwerkhauptmann versetzt worden war. Zum Beginn des Ersten Weltkrieges 1914 zog die Familie nach Steglitz bei Berlin, nach Kriegsende wurde Metz wieder französisch und der Vater im Rang eines Majors außer Dienst gestellt, wodurch die finanziell abgesicherte Zeit der Familie endete.
Ab 1921 besuchte Erich Klapproth das Humanistische Gymnasium Berlin-Steglitz, wo er im Februar 1930 das Abitur erlangte. Zum Sommersemester 1930 nahm er ein Theologiestudium in Berlin auf; das Sommersemester 1933 studierte er an der Theologischen Fakultät der Universität Zürich. Schon dort fiel seine Begabung auf; sein Professor Emil Brunner schrieb über ihn: „Ich verspreche mir von einer künftigen kirchlichen Tätigkeit sehr viel.“ Kurz zuvor, im Januar 1933, hatten in Deutschland die Nationalsozialisten die staatliche Macht übernommen; in der Folge spitzten sich die Differenzen zwischen deren Befürwortern und Kritikern, den Deutschen Christen (DC) und der Bekennenden Kirche (BK), zum Kirchenkampf zu, und Ende Mai 1934 kam es mit der Barmer Bekenntnissynode zum offenen Bruch.

### In der Bekennenden Kirche
Keine drei Monate nach der Barmer Synode trat Erich Klapproth am 18. August 1934 als 21-jähriger Student, also gerade volljährig geworden, der Bekenntnisgemeinde Berlin-Steglitz bei. Im April 1935 schloss er sein Studium mit dem Ersten Theologischen Examen ab und wurde Vikar an der Kirche am Hohenzollernplatz in Berlin-Wilmersdorf. Direkt während der ersten Tage saß sein Vikariatsleiter Eduard Lindenmeyer wegen BK-Aktivitäten in Haft, so dass der junge Klapproth ihn komplett vertreten musste. Nach positiven Erfahrungen in der Jugendarbeit verfasste Klapproth sein erstes Bühnenspiel für Jugendliche, das in zahlreichen Gemeinden aufgeführt wurde, von 1938 bis 1965 bei mehreren Verlagen im Druck erschien und durch das er größere Bekanntheit erlangte: Der Ruf. Ein Spiel von der Bereitschaft. Bereits dieses war der um die Gunst der Jugendlichen konkurrierenden Hitlerjugend ein Dorn im Auge und Anlass zu teilweise gewalttätigen Gegenaktionen.
Als christlicher Jugendautor war Klapproth außerdem beim Bund Deutscher Bibelkreise tätig, für dessen Monatszeitschrift Jungenwacht er seit April 1934 unter dem Kürzel „Ete“ Artikel verfasste. Die Zeitschrift erschien in einer Auflage bis zu 13.000 Exemplaren, Klapproths meist Fabel-ähnliche unterhaltsame Texte waren bei der Leserschaft beliebt. Als Klapproth sich im Herbst 1935 zurückziehen wollte, brachte ihn der Herausgeber Udo Smidt dazu, doch noch weiter zu schreiben, bis die Zeitschrift schließlich 1938 von der Polizei verboten wurde. Eine Reihe von Artikeln wurde anderenorts nachgedruckt, so 1935 im Burckhardthaus-Verlag Berlin-Dahlem mit Otto Riethmüller als Herausgeber oder 1936 beim Umbruch-Verlag Wuppertal unter Hermann Windel.
Nach dem Vikariat wies der BK-Bruderrat Klapproth zum April 1936 eine Prädikantenstelle in Alt- und Neuruppin zu. Sein Vorgesetzter war der BK-Pfarrer Günther Harder, Tätigkeitsberichte hatte Klapproth indes an Martin Albertz zu schicken, den Leiter des vom NS-Regime inzwischen als illegal angesehenen Pfarrerprüfungswesens der BK. Nach einem halben Jahr folgte als weiterer Ausbildungsabschnitt von Oktober 1936 bis März 1937 der Besuch eines Predigerseminars. Klapproth hatte sich das Predigerseminar Finkenwalde bei Stettin gewünscht, welches Dietrich Bonhoeffer zwei Jahre zuvor gegründet hatte und leitete. Der BK-Bruderrat gewährte ihm diesen Wunsch, und Klapproth nahm an dem vierten von fünf Halbjahres-Kursen Bonhoeffers teil. Zum Ende jenes Halbjahrs erhielt Klapproth von Bonhoeffer eine außergewöhnlich positive Beurteilung: „Er war unzweifelhaft derjenige, der am selbständigsten arbeitete, dachte und mithalf.“ Klapproths Predigten seien von erstaunlicher Reife, seine theologischen Kenntnisse hervorragend. Bonhoeffer musste aber auch zur Kenntnis nehmen, dass Klapproth trotz seiner exzellenten wissenschaftlichen Begabung ganz entschieden in die Gemeindearbeit wollte, obwohl Bonhoeffer ihn „an jeder Stelle“ der Bekennenden Kirche für einsatzfähig hielt.

### Opposition zum Regime

Bileam und die Eselin (Gemälde von Pieter Lastman, 1611)

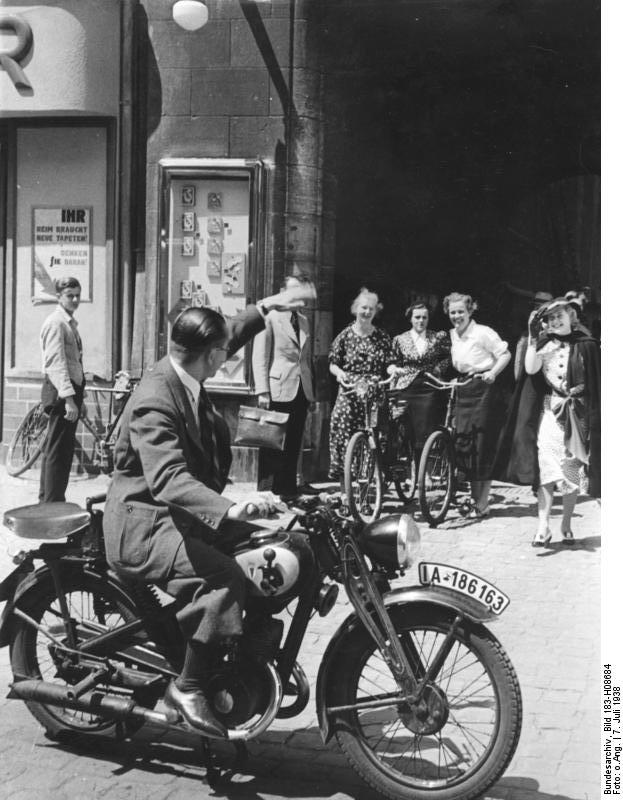
DKW KS 200 in Berlin (1938)

Nach seiner Rückkehr aus Finkenwalde arbeitete Klapproth wieder als Prädikant in Neuruppin, wo er sich nun aber zu heftig mit dem Staat anlegte und im Juli 1937 erstmals durch die Gestapo verhaftet und verhört wurde. Zwei weitere Gefängnisaufenthalte in Potsdam und Berlin-Altmoabit folgten im Herbst 1937. Nach mehreren Monaten Jugenddienstarbeit in Berlin-Wilmersdorf entsandte ihn die BK zum Februar 1938 als Studieninspektor zum Katechetischen Seminar im Haus der Goßner-Mission in Berlin-Friedenau. Hier entstand im März sein Buch Der Gott Jakobs – eine Verkündigung, dessen Druck der protestantisch orientierte Christian Kaiser Verlag bereits zugesagt, dann aber – offensichtlich auf staatlichen Druck – doch widerrufen hatte. Im April erlangte Erich Klapproth das Zweite Theologische Examen und seine Ordination. Auf einer Freizeit, die Bonhoeffer im Juni 1938 in Zingst abhielt, gründete Klapproth zusammen mit den nahezu gleichaltrigen Teilnehmern Gerhard Ebeling, Helmut Gollwitzer, Gerhard Krause und Albrecht Schönherr einen Kreis norddeutscher BK-Theologen, die sogenannte Norddeutsche Theologische Sozietät, welche mehrere Fachtagungen über akute BK-Themen durchführte. (Mit Ebeling verband ihn eine langjährige Freundschaft, Gollwitzer und Krause wurden nach dem Krieg Professoren, Schönherr Bischof.)
Im August 1938 folgte Klapproth der dringenden Bitte der Bekennenden Kirche, als deren Vertrauensmann für Berlin und die Mark Brandenburg tätig zu werden. Konkret bedeutete dies, dass er im Rahmen eines neu geschaffenen Sonderpastorats über 150 BK-Vikare sowie zahlreiche Hilfsprediger zu betreuen und bei akuten Schwierigkeiten nach Möglichkeit zu unterstützen hatte. Angesichts der immer weiter zunehmenden Unterdrückung der BK, der systematischen Verdrängung von BK-Pfarrern aus ihren Ämtern durch regimetreue DC-Pfarrer oder „Neutrale“ und dem möglichst unauffällig zu organisierenden Widerstand dagegen konnte seine Aufgabe weder inhaltlich noch vom Umfang her als leicht bezeichnet werden.
Für die zahlreichen Gespräche, die er nun in der gesamten Mark Brandenburg zu führen hatte, bekam er ein DKW-Motorrad mit 200 cm³ zur Verfügung gestellt (vermutlich eine DKW KS 200), das ihn zu seiner insbesondere bei Jugendlichen sehr erfolgreichen Kurzgeschichten-Serie Der Esel Bileams inspirierte. Während der Prophet Bileam im biblischen Buch Numeri (22–24) auf einem Esel reitet, der den Engel des Herrn erkennt, lange bevor es Bileam selbst tut (und sich damit als einsichtiger erweist als sein Reiter), erzählen Klapproths Geschichten jeweils von einem Eindruck, einer Überlegung oder einer unerwarteten Widrigkeit aus seinen Motorradfahrten (Glatteis, Sturm, Platzregen, leerer Tank, Unfall), die sodann in der Art eines Gleichnisses auf Grundfragen des christlichen Glaubens angewandt und religionspädagogisch konkretisiert werden. Eine Sammlung dieser Kurzgeschichten erschien 1941 beim Verlag R. Brockhaus in Wuppertal.
Jugendarbeit lag dem jungen Klapproth, und sie blieb ihm ein Herzensanliegen. Obschon er keineswegs unter Arbeitsmangel litt, ließ er sich im Sommer 1939 vom bei der Berliner Missionsgesellschaft tätigen Pfarrer Wolfram Buisman als Nachfolger von Martin Schutzka in die Brandenburgische Jugendkammer berufen.

### Kriegseinsatz und Tod

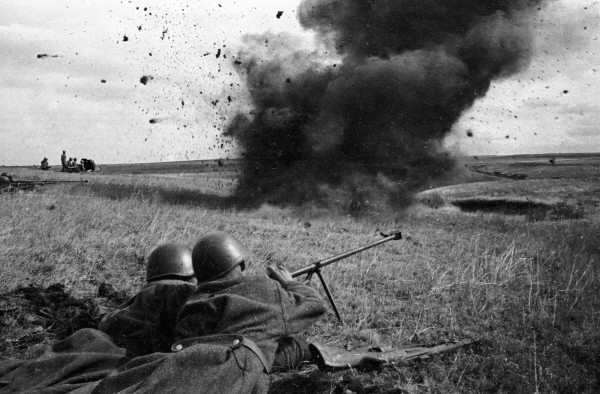
Panzerabwehrschützen am Kursker Bogen (20. Juli 1943)

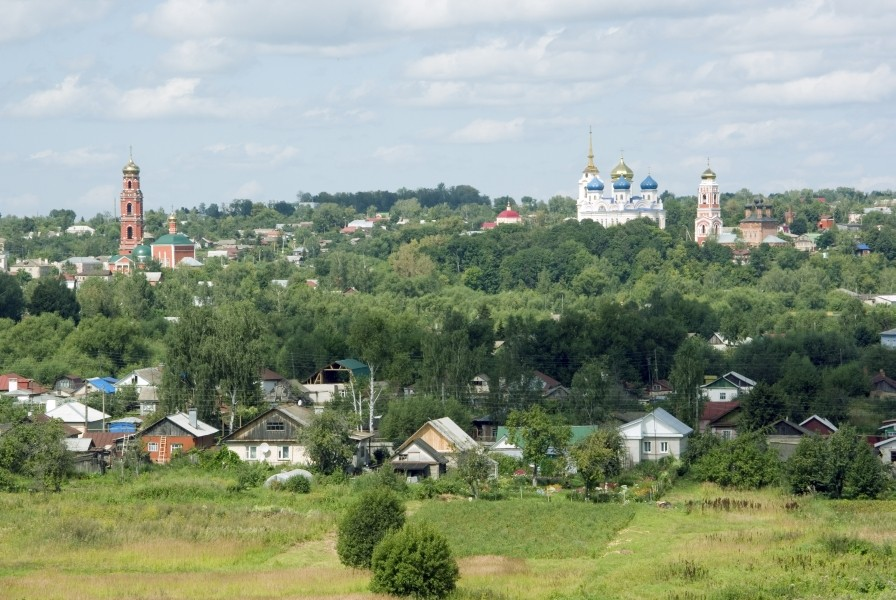
Sommerlicher Blick auf Bolchow aus Richtung Süden vom Ufer des Nugr, 69 Jahre nach Klapproths Tod

Das Amt des Vertrauensmannes hatte Klapproth ungeachtet des Kriegsbeginns am 1. September 1939 weiterhin inne, allerdings wurde sein Motorrad sofort für Kriegszwecke requiriert und er selbst schon im Februar 1940 erneut durch die Polizei inhaftiert und anschließend zur Wehrmacht eingezogen, wo er im Frühjahr 1940 in Sachsendorf bei Cottbus seine militärische Grundausbildung absolvierte. Sein kirchliches Amt konnte er nun nur noch brieflich ausüben. Im Mai 1940 endete die Ausbildung, und Klapproth wurde zum gerade beginnenden Westfeldzug herangezogen, wo er die schweren Kämpfe um Antwerpen und die Schlacht von Dünkirchen direkt miterlebte. Es folgten Einsätze in weiteren Orten der Westfront in Flandern und Nordfrankreich. Nachdem das Deutsche Reich im Juni 1941 auch die Sowjetunion angegriffen hatte und der Vormarsch bereits im Herbst entgegen der Planung ins Stocken geraten war, wurde Klapproths Kompanie Anfang Januar 1942 in ungeheizten Güterwagen vom französischen Lille nach Brjansk am neuen Kriegsschauplatz verlegt. Dieser Ort befindet sich in Russland, jeweils etwa 100 km von der weißrussischen und ukrainischen Grenze entfernt. Sein Einsatz an der Ostfront wurde im Winter 1942/43 unterbrochen durch längere Lazarett- und Reha-Aufenthalte in Wien, Baden bei Wien und Schwiebus sowie den Tod seines Vaters am 14. Dezember 1942 in Berlin.
Schon im bisherigen Fronteinsatz konnte er sich nur noch bei passenden Gelegenheiten um seine kirchlichen Aufgaben als Vertrauensmann kümmern. Da keinerlei Besserung in Aussicht stand, legt er am 24. Januar 1943 sein Amt nieder. Die BK-Bruderräte Berlin und Brandenburg folgten seiner Bitte und benannten als seine Nachfolger Walter Bressani für Berlin und Günther Brandt, welcher 1980 als Gerechter unter den Völkern ausgezeichnet wurde, für Brandenburg. Ab März 1943 war Klapproth wieder in Russland, nunmehr 100 km weiter östlich bei Bolchow am Okabogen. Dort erlitt er im Zuge der scheiternden deutschen Großoffensive Unternehmen Zitadelle – auch bekannt als Schlacht im Kursker Bogen – am 18. Juli 1943 einen Granatvolltreffer und starb. Es war der 4. Sonntag nach Trinitatis. Seine Einheit befand sich, von der Orjoler Operation der Roten Armee heftig bedrängt, in chaotischem Rückzug; sein Leichnam konnte nicht mehr geborgen werden.

„Es ist ein großer persönlicher und kirchlicher Verlust (…). Um Klapproth werden viele hundert junge Pastoren sehr trauern, er verband eine ungewöhnliche geistige Begabung mit der Fähigkeit der Menschenführung.“

Hermann Ehlers, seit 1950 Präsident des Deutschen Bundestages, begann 1952 mit Vorarbeiten zu einer Biografie Klapproths. Durch seinen frühen Tod 1954 blieb dieses Vorhaben jedoch unvollendet. Durch Albrecht Beutel wurde es allerdings später doch noch umgesetzt. Nach Inkrafttreten des deutsch-russischen Kriegsgräberabkommens im Jahr 1992 errichtete der Volksbund Deutsche Kriegsgräberfürsorge in Kursk-Bessedino einen Sammelfriedhof, in den von 2005 bis 2018 über 50.000 Tote umgebettet wurden, auch aus der Region Orel, in welcher Bolchow liegt. In dem Gedenkbuch des Friedhofes sind der Name und die persönlichen Daten von Erich Klapproth verzeichnet. (Datenlage hier: vermisst seit 1. Juli 1943.) Aus seiner lyrischen Begabung heraus hinterließ Klapproth der Nachwelt zahlreiche Gedichte zu religiösen Themen, ab 1939 unter Einbeziehung von Ereignissen und Erlebnissen aus dem Kriege.